# Padmasambhava

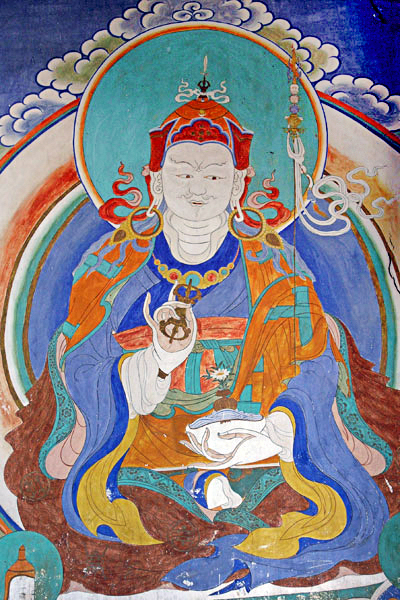
Padmasambhava

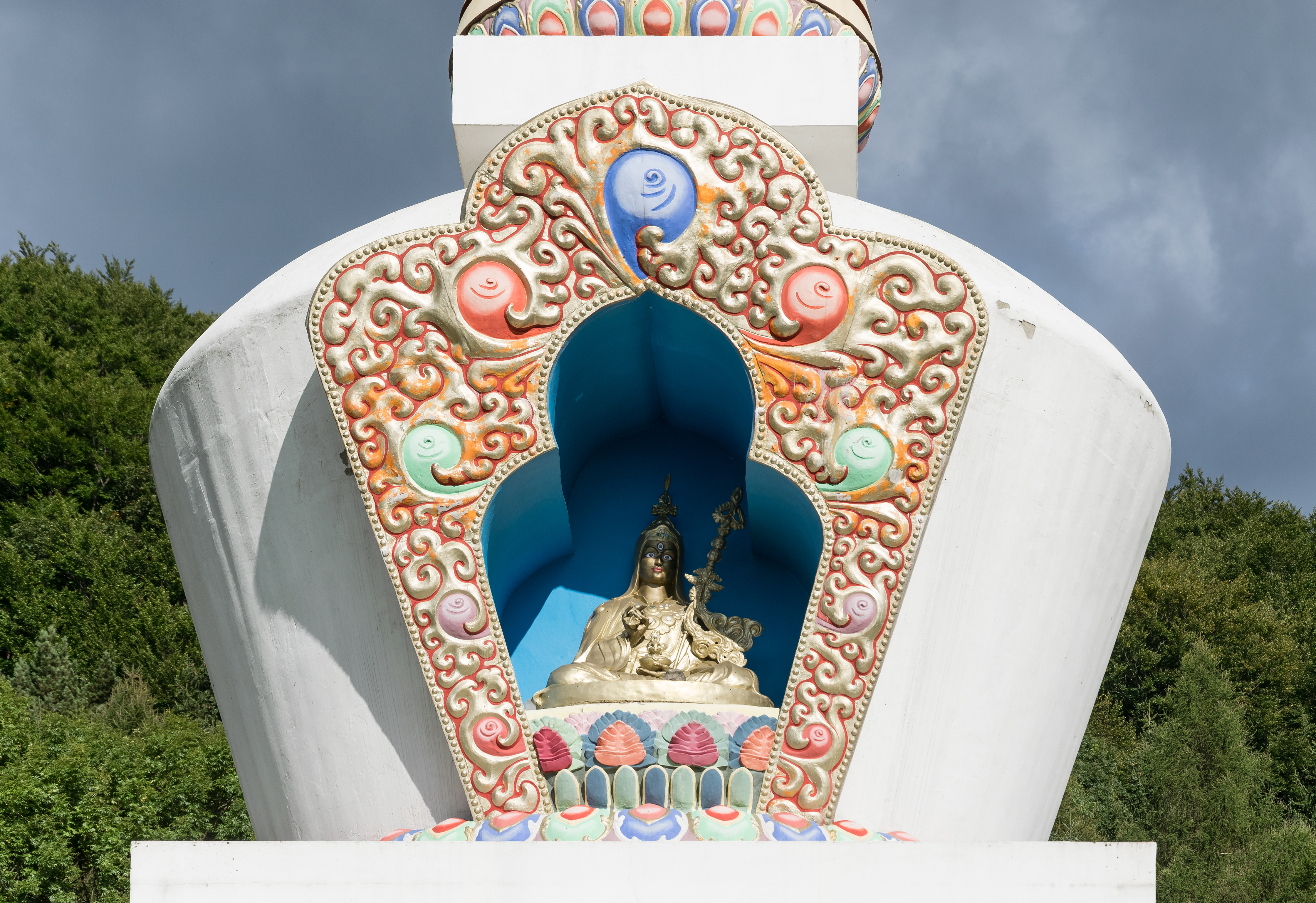
Padmasambhava, rzeźba w Gompie Drophan Ling w Darnkowie

Padmasambhava (dosł. „zrodzony z lotosu”; tyb.: པདྨ་འབྱུང་གནས།, Wylie: pad ma 'byung gnas, ZWPY: Bämajungnä; chiń.: 蓮花生, Liánhuāshēng), Guru Rinpocze (ok. 730-810) – urodzony w królestwie Oddijana, które znajdowało się na terenie obecnego Pakistanu, wielki mahasiddha, który w VIII wieku przeniósł pełny przekaz buddyzmu do Tybetu i Bhutanu, a zwłaszcza nauki Wadżrajany. Nauki te są podwaliną obecnej szkoły Ningma buddyzmu tybetańskiego.
Do Tybetu udał się na zaproszenie Trisonga Decena (742-797), 38. króla Tybetu, który wkrótce potem stał się jego najbliższym uczniem. Jednym z głównych spadkobierców jego nauk była również kobieta – Yeshe Tsogyal. W Tybecie założył klasztor Samje i zainicjował pierwszą grupę praktykujących Wadżrajanę.
W Bhutanie Padmasambhava związany jest m.in. ze sławnym Taktshang – „Tygrysim Gniazdem”, klasztorem zbudowanym na stromym zboczu skały ok. 500 m ponad ziemią w dolinie Paro.
Padmasambhava ukrył wiele „duchowych skarbów” – tzw. term, czyli zaawansowanych nauk, które w odpowiednich czasach i okolicznościach odnajdywane są przez tertonów – joginów zdolnych pojąć ich głębię. Pozwoliło to na odrodzenie najgłębszych nauk buddyjskich po okresie prześladowań buddyzmu, jaki miał miejsce za panowania 41. króla Tybetu – Langdharmy.
Termy związane z Padmasambhavą nie tylko stanowią esencję przekazu szkoły Ningma, ale wiele z nich zostało również włączonych do kanonu dwóch innych szkół buddyzmu tybetańskiego – Kagyu i Sakja. Ponadto bardzo ważne termy odkrył również V Dalajlama ze szkoły Gelug.
Wyróżnia się osiem głównych form Padmasambhavy, które jako wielki mahasiddha Wadżrajany manifestował w zależności od potrzeb i okoliczności:
1. Tsokye Dordże, w postaci Wadżradhary z Oddijany (Orgjen Dordże Czang)
2. Loden Czokse, jako wielki uczony pandita
3. Pema Dzialpo, jako władca
4. Padmasambhava, jako urodzony z lotosu (Padmakara, Pema Dziungne)
5. Nyima Yzer, jako wielki nauczający jogin
6. Siakja Senge, w postaci Buddy w szatach mnisich
7. Senge Dradog, jako wielki tantryczny Heruka
8. Dordże Drollo, jako przeraźliwy strażnik Dharmapala

Padmasambhavę uznaje się za główne źródło przekazu istniejących do dziś nauk dzogczen, które otrzymywał głównie w bezpośrednich tantrycznych wizjach od Garab Dordże i przekazach od Mandziuśrimitry i jego spadkobiercy Śri Singhy.
Ponadto Guru Rinpocze jest źródłem kompletnego przekazu tantr wewnętrznych mahajogi związanego z Ośmioma Herukami – jidamami, które były najważniejszymi ówcześnie praktykowanymi w Indiach i Oddijanie. Osiem heruków praktykuje się jako osobne systemy mahajogi, bądź razem – w ramach jednego systemu „Kagje” jidama Czemczok Heruki. Są to obecnie główne jidamy w tradycji ningma i nazywane są następująco:
- Wadżrakilaja
- Jangdag Heruka
- Drekpa Kundul
- Jamantaka
- Rigdzin Topatsel
- Hajagriwa
- Lamay Heruka
- Topden Nag